# Noura Ennadi
Noura Ennadi (arabisch نورا الندي; * 5. April 1999) ist eine marokkanische Leichtathletin, die sich auf den Hürdenlauf spezialisiert hat und auch im Siebenkampf an den Start geht.

## Sportliche Laufbahn
Erste internationale Erfahrungen sammelte Noura Ennadi bei den Arabischen-U20-Meisterschaften 2018 in Amman, bei denen sie mit 4742 Punkten die Goldmedaille im Siebenkampf gewann, wie auch im 100-Meter-Hürdenlauf in 14,02 s. Anschließend nahm sie im 400-Meter-Hürdenlauf an den U20-Weltmeisterschaften in Tampere teil, schied dort aber mit 59,95 s in der ersten Runde aus. Im Jahr darauf gewann sie bei den Arabischen Meisterschaften in Kairo mit 4932 Punkten die Bronzemedaille im Siebenkampf hinter der Tunesierin Nada Chroudi und Hoda Hagras aus Ägypten. Anschließend nahm sie erstmals an den Afrikaspielen in Rabat teil und wurde dort mit 4717 Punkten Sechste im Siebenkampf. 2021 gewann sie bei den Arabischen Meisterschaften in Radès in 14,42 s die Bronzemedaille über 100 Meter Hürden hinter der Ägypterin Lina Ahmed und Rahil Hamel aus Algerien und siegte dort in 56,89 s über 400 Meter Hürden. Auch mit der marokkanischen 4-mal-400-Meter-Staffel gewann sie in 3:45,64 min die Goldmedaille. Im Jahr darauf sicherte sie sich bei den Afrikameisterschaften in Port Louis in 58,06 s die Bronzemedaille über 400 Meter Hürden hinter den Südafrikanerinnen Zenéy van der Walt und Taylon Bieldt. Anschließend gewann sie bei den Mittelmeerspielen in Oran in 56,45 s die Bronzemedaille hinter der Italienerin Rebecca Sartori und Camille Séri aus Frankreich und mit der Staffel wurde sie disqualifiziert. Daraufhin siegte sie in 56,15 s über 400 Meter Hürden bei den Islamic Solidarity Games in Konya und belegte in 13,60 s den vierten Platz über 100 Meter Hürden. Zudem gewann sie in 3:35,86 min die Bronzemedaille in der 4-mal-400-Meter-Staffel hinter den Teams aus Bahrain und der Türkei. 2023 siegte sie mit neuem Meisterschaftsrekord von 54,98 s über 400 Meter Hürden bei den Arabischen Meisterschaften in Marrakesch und gewann über 100 Meter Hürden in 13,73 s die Silbermedaille hinter der Ägypterin Lina Ahmed. Kurz darauf gewann sie bei den Panarabischen Spielen in Algier in 55,40 s die Silbermedaille über 400 Meter Hürden hinter der Bahrainerin Kemi Adekoya und über 100 Meter Hürden sicherte sie sich in 13,67 s die Bronzemedaille hinter der Bahrainerin Aminat Jamal und Rahil Hamel aus Algerien. Zudem siegte sie dort mit der 4-mal-400-Meter-Staffel in 3:35,80 min. Im August siegte sie in 55,17 s bei den Spielen der Frankophonie in Kinshasa im Hürdenlauf sowie in 3:33,89 min auch mit der Staffel. Kurz darauf schied sie bei den Weltmeisterschaften in Budapest mit 55,15 s im Halbfinale aus. Im Jahr darauf gewann sie bei den Afrikaspielen in Accra in 55,85 s die Silbermedaille über 400 Meter Hürden hinter der Südafrikanerin Rogail Joseph. Im Juni musste sie sich bei den Afrikameisterschaften in Douala mit 56,16 s erneut nur Joseph geschlagen geben. Anschließend schied sie bei den Olympischen Sommerspielen in Paris mit 55,50 s im Halbfinale aus.
In den Jahren 2019 und von 2021 bis 2024 wurde Ennadi marokkanische Meisterin im 100- und 400-Meter-Hürdenlauf.

## Persönliche Bestleistungen
- 400 Meter: 53,03 s, 16. Mai 2023 in Guadalajara
  - 400 Meter (Halle): 53,69 s, 7. Februar 2024 in Valencia
- 100 m Hürden: 13,67 s, 5. Juli 2023 in Algier
- 400 m Hürden: 54,37 s, 22. Juli 2023 in Madrid
- Siebenkampf: 4717 Punkte, 29. August 2019 in Rabat